# Aidenas Malašinskas
Aidenas Malašinskas, né le 29 avril 1986 à Utena en Lituanie, est un handballeur international lituanien évoluant au poste de demi-centre au sein du club allemand MT Melsungen.

## Palmarès

### En club
- Vainqueur du Championnat de Lituanie (2) : 2008, 2009
- Deuxième du Championnat d'Espagne en 2014
- Vainqueur du Championnat d'Ukraine (6) : 2016, 2017, 2018, 2019, 2020, 2021
- Vainqueur de la Coupe d'Ukraine (5) : 2016, 2017, 2018, 2019, 2021

### En équipe nationale
- 21e place au Championnat d'Europe 2022

### Distinctions individuelles
- élu meilleur espoir du championnat d'Espagne (1) : 2010-11
- élu handballeur de l'année en Lituanie (4) : 2016, 2017, 2018 et 2021